# 马炳芝
马炳芝（1940年—），河南固始人，中国人民解放军将领、中国人民解放军海军中将。 
1997年，授予中国人民解放军海军中将，曾任海军航空兵部司令员。 